# Jikkyō Oshaberi Parodius
 (octobre 2019).
Si vous disposez d'ouvrages ou d'articles de référence ou si vous connaissez des sites web de qualité traitant du thème abordé ici, merci de compléter l'article en donnant les références utiles à sa vérifiabilité et en les liant à la section « Notes et références ».
Jikkyō Oshaberi Parodius (実況おしゃべりパロディウス) est un jeu vidéo de type shoot 'em up développé et édité par Konami en 1995 sur Super Famicom. Il s'agit d'une transposition du concept de Gradius et d'autres jeux de tir dans un univers décalé et parodique.

## Personnages et équipement
Les personnages réservés auparavant au second joueur sont à présent des personnages indépendants, avec leur propre équipement.
| Nom          | Jauge        | Jauge                   | Jauge                 | Jauge                   | Jauge                | Jauge | Jauge                      |
| Nom          | 1            | 2                       | 3                     | 4                       | 5                    | 6     | 7                          |
| ------------ | ------------ | ----------------------- | --------------------- | ----------------------- | -------------------- | ----- | -------------------------- |
| Vic Viper    | Speed up     | Missile                 | Double                | Laser                   | Option               | OH!   | Force field                |
| Lord British | Speed up     | Twin hawkwind           | Ripple laser          | Laser                   | Option               | OH!   | Multi-shield               |
| Takohiko     | Speed up     | 2-Way missile           | Tailgun               | Ripple laser            | Option               | OH!   | Octopus trap               |
| Belial       | Speed up     | Missile                 | Double                | Ripple laser            | Option               | OH!   | Octopus trap               |
| Twinbee      | Speed up     | Rocket punch            | Tailgun               | 3-Way                   | Option (convergente) | OH!   | Barrier                    |
| Winbee       | Speed up     | Rocket punch            | Tailgun               | 3-Way                   | Option               | OH!   | Shippo barrier             |
| Pentarō      | Speed up     | Potton missile          | Double                | Spread gun              | Option (convergente) | OH!   | Barrier                    |
| Hanako       | Speed up     | Spread bomb             | Double                | Spread gun              | Option (convergente) | OH!   | Barrier                    |
| Soitsu       | Soitsu speed | Soitsu missile          | Soitsu-Way            | Soitsu laser            | Soitsu power         | OH!   | Soitsu shield              |
| Doitsu       | Doitsu speed | Doitsu missile          | Doitsu-Way            | Doitsu laser            | Doitsu option        | OH!   | Doitsu shield              |
| Upa          | Speed up     | Homing missile          | Wide                  | Laser                   | Grade up             | OH!   | Mega crush                 |
| Rupa         | Speed up     | Multi spread gun        | Wide                  | Search vulcan           | Grade up             | OH!   | Mega crush                 |
| Miké         | Speed up     | Multi bomb              | Laser                 | Wave                    | Grade up             | OH!   | Force field (incrémentiel) |
| Ran          | Speed up     | Homing bit              | Reflect shot          | Search laser            | Grade up             | OH!   | Shield                     |
| Sue          | Speed up     | Option                  | Laser                 | Double                  | Missile              | OH!   | Force field                |
| Mimem        | Speed up     | Reverse hawkwind        | Tailgun               | Twin laser              | Option               | OH!   | Force field                |
| Dracula-kun  | Speed up     | Missile (Macro-missile) | Vulcan (Round vulcan) | Homing (Needle cracker) | Grade up             | OH!   | Force field (change)       |
| Kid Dracula  | Speed up     | Spread bomb             | Tailgun               | Reflect shot            | Grade up             | OH!   | Shield                     |

- Les personnages en couleur sont exclusifs aux versions PlayStation et Sega Saturn.

## Niveaux
| No. | Niveau    | Commentaire | Musique du niveau | Boss                                                  | Musique du boss                                                               |
| --- | --------- | --- | --- | ----------------------------------------------------- | ----------------------------------------------------------------------------- |
| 1   | Séoul     | Ce niveau commence par une vue générale de Séoul, avant de s’orienter vers Dotonbori sur une ambiance disco. | KC and the Sunshine Band, That's the Way (I Like It) La version PSP a Dance Dance Revolution, « BRILLIANT 2U » (composition Naoki) | Judy et Melora                                        | Kyōhei Tsutsumi, Miserarete (thème de la mer Égée)                            |
| 2   | École     | Parodie du jeu Tokimeki Memorial, avec des moaïs grimés comme certains personnages féminins qui y apparaissent. | Tokimeki Memorial, « Jumping Smile » (thème de Yuko Asahina) Borodine, opéra Le Prince Igor, « Danses polovtsiennes »              | Hikaru et Akane géantes                               | Hermann Necke, Csikós Post                                                    |
| 3   | Campagne  | Parodie de l’univers de TwinBee. Tirer dans les nuages fait sortir des cloches, ce qui est un bon moyen d’augmenter son score. ZakoBee, un ennemi mineur de TwinBee, apparaît ici. | Detana!! TwinBee, « Cadeau du vent » Petzold, Menuet en sol majeur Detana!! TwinBee, « Laputa, le château dans le ciel »           | BaronBee                                              | Ōkami ra inochi (composition originale)                                       |
| 3   | Campagne  | Parodie de l’univers de TwinBee. Tirer dans les nuages fait sortir des cloches, ce qui est un bon moyen d’augmenter son score. ZakoBee, un ennemi mineur de TwinBee, apparaît ici. | Detana!! TwinBee, « Cadeau du vent » Petzold, Menuet en sol majeur Detana!! TwinBee, « Laputa, le château dans le ciel »           | BoinBee                                               | TwinBee Yahho!, « Kiss My Parasol »                                           |
| 4   | Edo       | Parodie du jeu d’action Ganbare Goemon. Les obstacles japonisants regroupent des cerisiers sauteurs, des mochis, des acteurs de kabuki, etc. Dans la seconde moitié, il faut se frayer un chemin à travers des gâteaux (tels que le senbei), et des Konpeitōs.                                                | The Ventures, Diamond head Ganbare Goemon! Karakuri Dōchū, « Jōkamachi »                                                           | Goemon Compact → Miss Compact                         | Ganbare Goemon 2: Kiteretsu shōgun Magginesu, « Goemon Impact »               |
| 5   | Bonbons   | On retrouve dans ce niveau assez polygonal divers ennemis de l’opus précédent. Parodie du deuxième niveau de Xexex. Le boss, une fois vaincu, essaie de frapper le joueur par surprise. | Debussy, Arabesques Satie, Je te veux                                                                                              | Decoration Core II                                    | Gradius II: Gofer no Yabō, « Take care! »                                     |
| 6   | Autoroute | Parodie du jeu de tir Lethal Enforcers, avec un défilement accéléré. Des pièces peuvent être collectées en route pour augmenter le score. | Lethal Enforcers, « Patrol man »                                                                                                   | Temple Lord                                           | Taisen Puzzle-Dama, « 余Win »                                                 |
| 7   | Bossathon | Série de combats contre des boss, habituelle à la série Gradius. Ce sont trois boss qui seront à affronter, après une série de Zubs. Contrairement au premier Gradius, Big Core apparaît à droite de l’écran. Ensuite, il y a trois BaronBee emboîtés : un petit BaronBee dans un BaronBee dans Big BaronBee. | | Big Core                                              | Gradius, « Aircraft Carrier »                                                 |
| 7   | Bossathon | Série de combats contre des boss, habituelle à la série Gradius. Ce sont trois boss qui seront à affronter, après une série de Zubs. Contrairement au premier Gradius, Big Core apparaît à droite de l’écran. Ensuite, il y a trois BaronBee emboîtés : un petit BaronBee dans un BaronBee dans Big BaronBee. | Femme Yūrei | The Legend of the Mystical Ninja, « Boss adolescent » |                                                                               |
| 7   | Bossathon | Série de combats contre des boss, habituelle à la série Gradius. Ce sont trois boss qui seront à affronter, après une série de Zubs. Contrairement au premier Gradius, Big Core apparaît à droite de l’écran. Ensuite, il y a trois BaronBee emboîtés : un petit BaronBee dans un BaronBee dans Big BaronBee. | Big BaronBee → BaronBee | Pop'n TwinBee, « Big boss battle »                    |                                                                               |
| 8   | Carnaval  | Ce niveau imite le niveau final de la version SNES de Gradius III. Chichibinta Rika, au contraire de Shadow Gear II, ne peut être détruite. | Gradius III, « Try to star » (combat aérien)                                                                                       | Forteresse du poisson rouge                           | Oyoge kingyo-kun suisuisū (nage, petit poisson rouge) (composition originale) |
| 8   | Carnaval  | Ce niveau imite le niveau final de la version SNES de Gradius III. Chichibinta Rika, au contraire de Shadow Gear II, ne peut être détruite. | Gradius III, « Mechanical base » (première moitié)                                                                                 | Chichibinta Rika (version carnaval)                   | Gradius II: Gofer no Yabō, « The Final Enemy »                                |
| 8   | Carnaval  | Ce niveau imite le niveau final de la version SNES de Gradius III. Chichibinta Rika, au contraire de Shadow Gear II, ne peut être détruite. | Gradius III, « Final shot » (deuxième moitié)                                                                                      | Bakuteri-ya                                           | Gradius, « Aircraft Carrier » (boss de fin)                                   |

## Rééditions
- 1996 - PlayStation et Saturn nommé Jikkyō Oshaberi Parodius: forever with me ;
- 2007 - PlayStation Portable dans la compilaton Parodius Portable.